# بن فرانکلین (پی‌ایکس-۱۵)
بن فرانکلین (پی‌ایکس-۱۵) (به انگلیسی: Ben Franklin (PX-15)) یک زیردریایی است که طول آن ۴۸ فوت ۹ اینچ (۱۴٫۸۶ متر) و ارتفاع آن ۲۰ فوت (۶٫۱ متر) می‌باشد. این زیردریایی در سال ۱۹۶۸ ساخته شد.